# Federico Caricasulo
Federico Caricasulo (Ravenna, 6 aprile 1996) è un pilota motociclistico italiano.
Vincitore del campionato italiano della classe Supersport nel 2014.

## Carriera
Nel 2012 corre nel Campionato Italiano Moto3 disputando due gare nelle quali si piazza nei primi dieci ma, in virtù del regolamento, non ottiene punti. Nel 2013, utilizzando motociclette Honda e Yamaha chiude al ventiduesimo posto nel campionato Italiano Stock 600. Nel 2014 diviene campione italiano della classe Supersport, titolo vinto con una Honda CBR600RR del team Evan Bros SMA Racing. Sempre nel 2014 esordisce nel campionato europeo Superstock 600, che conclude al 5º posto con tre piazzamenti a podio.
Nel 2015 partecipa nuovamente all'europeo Stock 600, concludendo al 3º posto con una vittoria, un secondo posto e due terzi posti. In entrambe le stagioni prende parte anche ad alcuni appuntamenti del motomondiale nella classe Moto2. Sempre nel 2015 prende parte al Gran Premio di Imola nella classe Supersport del Campionato Italiano Velocità vincendo entrambe le gare.
Nel 2016 debutta nel campionato mondiale Supersport, lo fa portando in pista la Honda CBR600RR gestita dal team Bardahl Evan Bros. Honda Racing. Nella gara inaugurale in Australia giunge secondo all'esordio in questa categoria. In occasione del Gran Premio d'Italia sul circuito di Misano, Caricasulo ottiene la su prima pole position nel mondiale Supersport. Chiude la stagione d'esordio in questa categoria al nono posto con 75 punti ottenuti.
Nel 2017 è nuovamente pilota titolare nel campionato mondiale Supersport ma cambia squadra e moto, si trasferisce infatti al team GRT Yamaha alla guida della Yamaha YZF-R6; dove trova come compagno di squadra Lucas Mahias. In occasione del Gran Premio di Thailandia, Caricasulo ottiene la sua prima vittoria in un campionato mondiale, davanti al pilota locale Decha Kraisart ed al finlandese Niki Tuuli. Chiude la stagione al quinto posto in classifica piloti con centodiciotto punti ottenuti. Nel 2018 viene confermato dal team GRT. Chiude la stagione nuovamente al quinto posto, ottenendo un'affermazione in occasione del Gran Premio d'Italia a Misano. Nel 2019 torna nel team Bardhal Evan Bros, in questa stagione, il compagno di squadra è Randy Krummenacher. Migliora le sue prestazioni rimanendo in corsa per il titolo fino all'ultima gara stagionale. Conclude al secondo posto tra i piloti ottenendo inoltre tre affermazioni e nove piazzamenti a podio.
Nel 2020 esordisce nel campionato mondiale Superbike con il team GRT Yamaha alla guida di una YZF-R1, il compagno di squadra è lo statunitense Garrett Gerloff. Conquista cinquantotto punti in stagione concludendo al quattordicesimo posto in classifica mondiale e quinto tra gli indipendenti. Nel 2021 ottiene sei vittorie ed un secondo posto nel campionato italiano Supersport classificandosi terzo a soli nove punti dal titolo. Nella stessa stagione prende parte al mondiale Supersport iniziando con GMT94 per poi passare, sia in qualità di wild card che di pilota sostitutivo, al Biblion Iberica Yamaha Motoxracing. Conquista una pole position, un giro veloce e due piazzamenti a podio classificandosi ottavo nel mondiale e secondo nel World Supersport Challenge.
Nel 2022 è pilota titolare nel mondiale Supersport con Althea Racing e una Panigale V2. Al Gran Premio di Francia fa segnare la pole position, che mancava a Ducati in questa categoria dal 2001. Con cinque piazzamenti a podio chiude la stagione al quinto posto. Nel 2023 gareggia con il team della stagione precedente, in occasione del Gran Premio dell'Indonesia torna alla vittoria, la prima con Ducati. Porta a termine il campionato classificandosi al quarto posto. Nel 2024 passa al team Motozoo ME AIR Racing, alla guida di una MV Agusta F3 800, il compagno di squadra è l'australiano Luke Power. Torna sul podio in occasione di gara uno a Magny-Cours e chiude il campionato al settimo posto. Contestualmente al mondiale disputa due Gran Premi nella categoria Superbike dell'Internationale Deutsche Motorradmeisterschaft senza ottenere punti.

## Risultati in gara

### Motomondiale
| 2014 | Classe | Moto |  |  |  |  |  |  |  |  |  |  |  |  |    |  |  |  |  |  | Punti | Pos. |
| ---- | ------ | ---- |  |  |  |  |  |  |  |  |  |  |  |  | -- |  |  |  |  |  | ----- | ---- |
| 2014 | Moto2  | TSR  |  |  |  |  |  |  |  |  |  |  |  |  | 28 |  |  |  |  |  | 0     |      |

| 2015 | Classe | Moto  |  |  |  |  |  |  |  |  |  |  |  |    |     |    |  |  |  |  | Punti | Pos. |
| ---- | ------ | ----- |  |  |  |  |  |  |  |  |  |  |  | -- | --- | -- |  |  |  |  | ----- | ---- |
| 2015 | Moto2  | Kalex |  |  |  |  |  |  |  |  |  |  |  | 26 | Rit | NP |  |  |  |  | 0     |      |

| Legenda | 1º posto        | 2º posto            | 3º posto            | A punti      | Senza punti        | Grassetto – Pole position Corsivo – Giro più veloce |
| Legenda | Gara non valida | Non qual./Non part. | Ritirato/Non class. | Squalificato | '-' Dato non disp. | Grassetto – Pole position Corsivo – Giro più veloce |

### Campionato mondiale Supersport
| 2016 | Moto  |   |    |   |    |   |    |    |    |   |   |     |     |  |  |  |  |  |  |  |  |  |  |  |  | Punti | Pos. |
| ---- | ----- | - | -- | - | -- | - | -- | -- | -- | - | - | --- | --- |  |  |  |  |  |  |  |  |  |  |  |  | ----- | ---- |
| 2016 | Honda | 2 | 17 | 7 | 11 | 7 | 10 | 11 | SQ | 5 | 6 | Rit | Rit |  |  |  |  |  |  |  |  |  |  |  |  | 75    | 9º   |

| 2017 | Moto   |     |   |     |   |     |     |   |     |   |   |   |   |  |  |  |  |  |  |  |  |  |  |  |  | Punti | Pos. |
| ---- | ------ | --- | - | --- | - | --- | --- | - | --- | - | - | - | - |  |  |  |  |  |  |  |  |  |  |  |  | ----- | ---- |
| 2017 | Yamaha | Rit | 1 | Rit | 6 | Rit | Rit | 3 | Rit | 7 | 2 | 1 | 4 |  |  |  |  |  |  |  |  |  |  |  |  | 118   | 5º   |

| 2018 | Moto   |   |   |   |     |   |   |     |   |   |    |     |   |  |  |  |  |  |  |  |  |  |  |  |  | Punti | Pos. |
| ---- | ------ | - | - | - | --- | - | - | --- | - | - | -- | --- | - |  |  |  |  |  |  |  |  |  |  |  |  | ----- | ---- |
| 2018 | Yamaha | 4 | 3 | 2 | Rit | 2 | 6 | Rit | 1 | 2 | 13 | Rit | 3 |  |  |  |  |  |  |  |  |  |  |  |  | 143   | 5º   |

| 2019 | Moto   |   |   |   |   |   |   |   |   |   |     |   |   |  |  |  |  |  |  |  |  |  |  |  |  | Punti | Pos. |
| ---- | ------ | - | - | - | - | - | - | - | - | - | --- | - | - |  |  |  |  |  |  |  |  |  |  |  |  | ----- | ---- |
| 2019 | Yamaha | 3 | 3 | 3 | 1 | 2 | 1 | 2 | 2 | 1 | Rit | 5 | 4 |  |  |  |  |  |  |  |  |  |  |  |  | 207   | 2º   |

| 2021 | Moto   |   |    |    |   |     |   |   |     |   |   |   |   |   |   |    |   |    |   |    |   |  |  |   |   | Punti | Pos. |
| ---- | ------ | - | -- | -- | - | --- | - | - | --- | - | - | - | - | - | - | -- | - | -- | - | -- | - |  |  | - | - | ----- | ---- |
| 2021 | Yamaha | 6 | 18 | 12 | 6 | Rit | 9 | 8 | Rit | 5 | 6 | 5 | 4 | 6 | 7 | 18 | 6 | AN | 5 | 14 | 3 |  |  | 3 | 4 | 161   | 8º   |

| 2022 | Moto   |   |    |   |    |   |     |     |   |     |   |     |   |     |   |   |   |   |   |   |   |   |   |   |   | Punti | Pos. |
| ---- | ------ | - | -- | - | -- | - | --- | --- | - | --- | - | --- | - | --- | - | - | - | - | - | - | - | - | - | - | - | ----- | ---- |
| 2022 | Ducati | 8 | 12 | 5 | 25 | 5 | Rit | Rit | 6 | Rit | 4 | Rit | 6 | Rit | 9 | 4 | 6 | 3 | 4 | 3 | 2 | 2 | 7 | 7 | 2 | 220   | 5º   |

| 2023 | Moto   |    |     |   |   |   |   |   |   |   |   |   |   |     |     |    |    |   |    |   |   |   |   |   |   | Punti | Pos. |
| ---- | ------ | -- | --- | - | - | - | - | - | - | - | - | - | - | --- | --- | -- | -- | - | -- | - | - | - | - | - | - | ----- | ---- |
| 2023 | Ducati | 10 | Rit | 2 | 1 | 6 | 3 | 5 | 6 | 3 | 4 | 4 | 3 | Rit | Rit | 11 | 10 | 8 | 10 | 4 | 3 | 6 | 5 | 3 | 5 | 258   | 4º   |

| 2024 | Moto      |   |   |   |   |   |    |   |   |    |    |   |   |   |   |   |     |     |   |   |   |   |   |    |     | Punti | Pos. |
| ---- | --------- | - | - | - | - | - | -- | - | - | -- | -- | - | - | - | - | - | --- | --- | - | - | - | - | - | -- | --- | ----- | ---- |
| 2024 | MV Agusta | 4 | 4 | 6 | 8 | 6 | 22 | 7 | 7 | 16 | 15 | 5 | 6 | 5 | 4 | 2 | Rit | Rit | 6 | 8 | 9 | 5 | 6 | 24 | Rit | 184   | 7º   |

| 2025 | Moto               |     |     |    |    |    |   |    |   |    |    |   |   |     |    |    |     |  |  |  |  |  |  |  |  | Punti | Pos. |
| ---- | ------------------ | --- | --- | -- | -- | -- | - | -- | - | -- | -- | - | - | --- | -- | -- | --- |  |  |  |  |  |  |  |  | ----- | ---- |
| 2025 | MV Agusta e Ducati | Inf | Inf | 10 | 28 | 13 | 9 | 14 | 9 | 25 | 11 | 9 | 9 | Rit | 18 | 12 | Rit |  |  |  |  |  |  |  |  | 48    |      |

| Legenda | 1º posto        | 2º posto            | 3º posto           | A punti      | Senza punti        | Grassetto – Pole position Corsivo – Giro più veloce |
| Legenda | Gara non valida | Non qual./Non part. | Ritirato/Non class | Squalificato | '-' Dato non disp. | Grassetto – Pole position Corsivo – Giro più veloce |

### Campionato mondiale Superbike
| 2020 | Moto   |    |    |     |     |    |    |    |    |   |   |    |    |   |    |   |    |     |    |    |     |    |     |    |   |  |  |  |  |  |  |  |  |  |  |  |  |  |  |  |  |  |  | Punti | Pos. |
| ---- | ------ | -- | -- | --- | --- | -- | -- | -- | -- | - | - | -- | -- | - | -- | - | -- | --- | -- | -- | --- | -- | --- | -- | - |  |  |  |  |  |  |  |  |  |  |  |  |  |  |  |  |  |  | ----- | ---- |
| 2020 | Yamaha | 12 | 14 | Rit | Rit | 16 | 16 | 15 | 12 | 9 | 9 | 11 | 13 | 9 | 12 | 9 | 15 | Rit | 12 | 11 | Rit | 11 | Rit | 12 | 9 |  |  |  |  |  |  |  |  |  |  |  |  |  |  |  |  |  |  | 58    | 14º  |

| Legenda | 1º posto        | 2º posto            | 3º posto           | A punti      | Senza punti        | Grassetto – Pole position Corsivo – Giro più veloce |
| Legenda | Gara non valida | Non qual./Non part. | Ritirato/Non class | Squalificato | '-' Dato non disp. | Grassetto – Pole position Corsivo – Giro più veloce |